# Valeriu Călinoiu
Valeriu Călinoiu, né le 9 octobre 1928 à Bucarest en Roumanie et décédé le 20 décembre 1990 en Roumanie, était un footballeur international roumain, qui évoluait au poste de milieu de terrain. 
Il compte 21 sélections et 1 but en équipe nationale entre 1952 et 1959.

## Biographie

### Carrière de joueur
Avec le club du Dinamo Bucarest, il remporte un championnat de Roumanie et une coupe de Roumanie.
Avec cette même équipe, il joue 4 matchs en Coupe d'Europe des clubs champions.
Il dispute un total de 194 matchs en première division roumaine, inscrivant 10 buts dans ce championnat. Il réalise sa meilleure performance lors de la saison 1956, où il inscrit 5 buts.

### Carrière internationale
Valeriu Călinoiu compte 21 sélections et 1 but avec l'équipe de Roumanie entre 1952 et 1959. 
Il est convoqué pour la première fois par le sélectionneur national Gheorghe Popescu I pour un match des Jeux olympiques de 1952 contre la Hongrie le 15 juillet 1952 (défaite 2-1). Par la suite, le 11 octobre 1953, il inscrit son seul but en sélection contre la Bulgarie, lors d'un match des éliminatoires de la coupe du monde 1954 (victoire 2-1). Il reçoit sa dernière sélection le 19 juillet 1959 contre l'URSS (défaite 2-0).
En 1959, il porte une fois le brassard de capitaine de la sélection nationale roumaine.

## Palmarès
- Avec le Dinamo Bucarest :
  - Champion de Roumanie en 1955
  - Vainqueur de la Coupe de Roumanie en 1959